# Trinemea
Trinemea (in greco antico: Τρινέμεια?, Trinémeia) era un demo dell'Attica situato nella Mesogea.
Si è ipotizzato potesse esistere un demo omonimo, ma questa teoria è stata rigettata, nonostante la presenza nella lista della tribù Cecropide di un efebo proveniente da un demo chiamato Trinemea.

## Collocazione
Nonostante le vaghe indicazioni fornite da Strabone, che afferma vi si trovasse la sorgente del Cefiso senza precisare quale dei tributari di questo fosse ritenuto la sua sorgente, si è giunti a una collocazione abbastanza precisa per questo demo: era probabilmente sito lungo il versante sudoccidentale del Pentelico, presso il monte Kokkinarás, a nordest di Kifissia e più precisamente in corrispondenza del moderno centro di Buyáti.

## Descrizione
È possibile ricostruire l'aspetto che doveva avere questo demo da alcuni moderni scavi, che hanno rinvenuto nei pressi del monte Kokkinarás una cava di marmo grigio-blu, una strada per il trasporto del marmo verso Atene e varie cascine. Vicino alla sorgente identificata da Strabone sono stati rinvenuti i resti di un edificio di culto, forse dedicato al dio del fiume.